# Opočno pod Orlickými horami (nádraží)
Opočno pod Orlickými horami je železniční stanice ve vzdálenosti asi dvou kilometrů od centra města Opočno v okrese Rychnov nad Kněžnou v Královéhradeckém kraji poblíž ramene řeky Dědiny. Leží na jednokolejných neelektrizovaných tratích Týniště nad Orlicí – Meziměstí a Opočno pod Orlickými horami – Dobruška. Stanice je vybavena elektromechanickým zabezpečovacím zařízením s dvěma stavědly závislými na řídicím přístroji v dopravní kanceláři. Ve stanici se nacházejí skupinová návěstidla. Traťové zabezpečovací zařízení směr Bohuslavice nad Metují je automatické hradlo bez návěstního bodu, pro směr Bolehošť je telefonické dorozumívání.[zdroj?]

## Historie
Stanice byla vybudována jakožto součást trati Rakouské společnosti státní dráhy (StEG) spojující Choceň a Meziměstí, kde železnice dosáhla hranice s Pruskem. Pravidelný provoz zde byl zahájen 25. července 1875. Nově postavené nádraží v Opočně vzniklo jako stanice III. třídy, dle typizovaného stavebního vzoru navrženého architektem Wilhelmem von Flattichem.
V roce 1908 vystavěla společnost Místní dráha Opočno-Dobruška z Opočna svou trať do Dobrušky, pravidelný provoz na trati byl zahájen 1. listopadu. Stanice se tak stala uzlovou, společnost zde vybudovala své potřebné zázemí.
Po zestátnění StEG roce 1909 pak obsluhovala stanici jedna společnost, Císařsko-královské státní dráhy (kkStB), po roce 1918 pak správu přebraly Československé státní dráhy. Místní dráha Opočno-Dobruška byla pak zestátněna až roku 1925.

## Popis
Nachází se zde čtyři nekrytá jednostranná nástupiště. Jedno nástupiště je vnější vpravo od budovy (na koleji směr Dobruška), přístup na ostatní nástupiště je úrovňový po přechodech přes koleje. Součástí areálu nádraží je též koncové nákladní odstavné kolejiště. Do nádraží jsou napojeny dvě vlečky. První je Vlečka číslo 4239 do mlékárny společnosti Bohemilk, ta druhá má číslo 4240 a je vedena do Cukrovaru v Českém Meziříčí.